# اس‌ان‌آران‌پی
اس‌ان‌آران‌پی یا small nuclear ribonucleic proteins (snRNP) مولکول‌های کوچکی هستند که از پروتئین و آران آ ساخته شده‌اند. آن‌ها هم آرای اسپلایسوزوم را تشکیل می دهندو در پیرایش رنای اولیه به بالغ نقش دارند. نقش اصلی آن‌ها در حذف اینترون‌های اضافی از رنا و همچنین ایجاد تغییرات پس از رونویسی خواهد بود؛ که تنها در هستهٔ یاخته‌های هوهسته‌ای دیده می‌شود. RNA ی این هم آرا در حقیقت یک RNA ی هسته‌ای بسیار کوچک است که حدود ۱۵۰ نوکلئوتید دارد و علاوه بر نقش ساختمانی نقش زیمایه‌ای هم بازی کرده و می‌توانند با ۳́ و۵́ جایگاه برش اینترون میانکنش دهند.
اس‌ان‌آران‌پی‌ها توسط Michael R. Lerner و Joan A. Steitz کشف شدند. توماس چک و سیدنی آلتمن نیز در سال ۱۹۸۹ به علت بررسی روی ساختمان این مولکول‌ها و کشف آن برندهٔ جایزهٔ نوبل شدند.

## انواع اس‌ان‌آران‌پی
۵شکل از این مولکول‌ها در هم‌آرای اسپلاسوزوم وجود دارند؛ که می‌توان آن‌ها را به وسیلهٔ ژل‌الکتروفورز جدا کرد. آن‌ها شامل U1, U۲، U4, U۵ و U۶. هستند؛ که به صورت U1 snRNA, U۲ snRNA, U۴ snRNAU5 snRNA، و U6 snRNA نام گذاری کرده‌اند.
در میانهٔ سال ۱۹۹۰کشف شد؛ که علاوه بر مولکول‌های بالا انواع دیگری از آن‌ها نیز هستند؛ که در برخی دیگر از موجودات در فر آیند پیرایش رنا نقش دارند؛ و شامل U11 snRNA, U۱۲ snRNA, U۴atac snRNA, U۶atac snRNA هستند. نقش و عملکرد آن‌ها به ترتیب شبیهU1, U۲، U۴، و U۶ خواهد بود.

## ساخت اس‌ان‌آران‌پی
- ساخت و صدور رنا از هسته: آر ان آ پلیمراز IIرونویسی U1, U۲، U4, U۵ و به مقدار کمتر رونویسیU11, U۱۲ و U4atac را انجام داده، کلاهک گذاری انجام شده و RNA ی حاضر توسط CRM۱. خارج می‌شود.
- ساخت پروتئین در سیتوپلاسم : Sm proteinsها در سیتوپلاسم و از ترجمهٔ یک smRNA حاصل می‌شوند. در سیتوپلاسم توسط پروتئین pICln انواعی از هم‌آراهای این پروتئین‌ها ذخیره می‌شوند. یک هم آرای پنج تایی۶S شامل SmD1,SmD2, SmF, SmE و SmG به همراه pICln دیگری هم آرایی ۲–۴S که دارای B و D۳ به همراه pICln است و هم آرای سوم که ۲۰Sاست و شامل پروتئین‌های SmD3, SmB, SmD۱ به همراه pIClnو آرژنین متیل ترانسفراز۵ است. این بزرگترین هم‌آرای ذخیره‌ای در بین سه هم‌آرا خواهد بود. SmD3, SmB و SmD۱در متیلوزوم دچار تغییرات پس ترجمه‌ای می‌شوند. SmD1, SmD۳ و SmBدر Cانتهایی خود دارای موتیف آرژنین –گلیسین هستند. زنجیره‌های آرژنین به صورت متقارن به صورت ω-NG, NG'-dimethyl-arginin خواهند بود. پیشنهاد شده‌است که pICln که در تمامی این هم آراها حضور دارد؛ به صورت یک چپرون عمل کرده و از این که این پروتئین‌ها به هم بریزند جلوگیری می‌کند.
- سوار شدن مرکز اس‌ان‌آران‌پی برهم آرای آن : SMNبا هم آرایSMN و تعدادی پروتئین دیگر از جمله Gemins ۲–۸میانکنش داده و یک هم آرای اولیه ساخته می‌شود. رناهای کوچک با هم آرای پنج تایی SmD1-SmD2-SmF-SmE-SmG میانکنش داده و سپس دوتایی SmD3-SmB وارد عمل شده و یک جایگاه با نام SMsiteحاصل می‌شود. این قسمت دارای توالی‌های خاص است که یک نمونه از آن به صورت AUUUGUGG خواهد بود. در مرحلهٔ بعد کلاهک رنا بیشتر متیله شده و ۲٬۲٬۷-trimethylguanosinساخته می‌شود. انتهای ۳́ نیز دچار تغییراتی می‌شود. این تغییرات و همچنین جایگاه SMتوسط پروتئین snurportin ۱ شناسایی می‌شوند.
- صدور به هسته: هم‌آرای snRNP-snurportin ۱ توسط پروتئین importin β به هسته فرستاده می‌شود. سپس این هم‌آراها در اجسام Cajal پدیدار می‌شوند. در این مکان آخرین تغییرات برای سرهم‌بندی شدن انجام می‌گیرد. اگرچه در سیتوپلاسم با پروتئین‌های لازم میانکنش می‌دهد؛ اماساخت U۶ در هسته رخ می‌دهد.

## نقص در ساخت اس‌ان‌آران‌پی
نقص در ژن SMN سبب بیماری آتروفی ماهیچه‌ای بانام SMA می‌شود. علاوه بر آن بیماری‌های ژنتیکی بسیاری هستند که می‌توانند با درگیری این هم آرا سبب اختلالات بسیاری حتی از سن دو سالگی شوند. تولید پادزهر علیه پروتئین‌های موجوددرsnRNP بدن می‌تواند از جمله دیگر اختلالات باشد که در systemic lupus erythematosus دیده می‌شود.